# Paidia nica
Paidia nica là một loài bướm đêm thuộc phân họ Arctiinae, họ Erebidae.